# F.R.A.T./戦慄の武装警察
『F.R.A.T./戦慄の武装警察』（フラット せんりつのぶそうけいさつ、原題：Edison）は、2005年に公開されたアメリカ映画。
日本では劇場未公開であるが、2008年3月5日に角川エンタテインメントからDVD（DABA-0489）が発売されている。

## あらすじ
特別精鋭部隊FRATのメンバー、ディードは仲間と共にマフィアのアジトを捜査するが、同僚たちが銃撃戦の中でマフィアを次々に殺害していく。ディードはFRATに疑問を抱き辞職する。新聞記者ポラックも同様に、この事件に不審を抱き記事にするが、上司に証拠がないことを指摘され会社をクビにされてしまう。煮え切らない気持ちのままポラックは単身FRATに関する謎を調査することになる。

## キャスト
| 役名                     | 俳優                           | 日本語吹替 | 日本語吹替 |
| 役名                     | 俳優                           | テレビ東京版 |            |
| ------------------------ | ------------------------------ | --- | ---------- |
| モーゼス・アシュフォード | モーガン・フリーマン           | 坂口芳貞 |            |
| レイフ・ディード         | LL・クール・J                  | 東地宏樹 |            |
| ジョシュ・ポラック       | ジャスティン・ティンバーレイク | 竹若拓磨 |            |
| レヴォン・ウォレス       | ケヴィン・スペイシー           | 大塚芳忠 |            |
| フランシス・ラザロフ     | ディラン・マクダーモット       | 山路和弘 |            |
| ブライアン・ティルマン   | ジョン・ハード                 | 小川真司 |            |
| ジャック・レイガート     | ケイリー・エルウィズ           | 森田順平 |            |
| マリア                   | ロゼリン・サンチェス           | 斎藤恵理 |            |
| レイエス                 | マルコ・サンチェス             | |            |
| アイブズ                 | アンドリュー・ジャクソン       | |            |
| ウィロー                 | パイパー・ペラーボ             | 魏涼子 |            |
| アイザイア               | ダミアン・ダンテ・ウェイアンズ | |            |
| その他                   |                                | 西凛太朗 小松史法 長嶝高士 上田陽司 古澤徹 坂東尚樹 幸田夏穂 すずき紀子 原田晃 タルタエリ 髙階俊嗣 世戸さおり 前野智昭 |            |
|                          |                                | |            |
| 演出                     |                                | 安江誠 |            |
| 翻訳                     |                                | 久保喜昭 |            |
| 調整                     |                                | 小山雄一郎 |            |
| 担当                     |                                | 吉田啓介 森下広人 |            |
| 配給                     |                                | 角川映画 |            |
| プロデューサー           |                                | 渡邊一仁 遠藤幸子 五十嵐智之                                                                                           |            |
| 制作                     |                                | テレビ東京 グロービジョン                                                                                              |            |
| 初回放送                 |                                | 2008年2月13日 『木曜洋画劇場』                                                                                         |            |